# RD-119
RD-119 (GRAU 分類 8D710) はガス発生器サイクルで液体酸素とUDMHを燃焼する液体燃料ロケットエンジンである。ノズルの膨張比が大きく独特の推進剤の組み合わせにより準低温推進剤のガス発生器エンジンとしてはかなり高水準の比推力である352秒に到達した。エンジンの主ノズルは固定されガス発生器からの排気はエンジンの側面の4基のノズルから排出される。ジンバル式バーニアで推力制御する代わりに燃焼ガスは電気駆動のシステムでノズルが制御される。

## 開発
1958年から1960年にグルシュコのOKB 456ではRD-109を8K73計画のブロック-Iのために液体酸素/UDMH仕様のR-7 —を開発した。しかしコロリョフはこのような有毒の組み合わせを計画から締め出した。ヤンゲリのOKB-586ではR-12の開発を進めていて彼らは上段を新規開発しなければならなかった。1段目の比推力が低かったので上段エンジンには超高効率が必要だった。ここにグルシュコはRD-109を提案してヤンゲリは提案を受け入れた。複数の非常に重要なミッションでコスモス-2打上げ機は飛行して165基のエンジンが生産された。

## 派生型
このエンジンは2形式の派生型がある。
- RD-109: GRAU Index 8D711, 同様にGDU-10としても知られる。元は8K73 計画のブロック-I 段のために提案された。
- RD-119: GRAU Index 8D710. コスモス-2で使用された派生型。

| エンジン          | RD-109                | RD-119               |
| ----------------- | --------------------- | -------------------- |
| 別名              | 8D711 または GDU-10   | 8D710                |
| 開発              | 1957-1960             | 1960-1963            |
| エンジン形式      | ガス発生器サイクル    | ガス発生器サイクル   |
| 推進剤            | 液体酸素/UDMH         | 液体酸素/UDMH        |
| 燃焼室圧力        | 7.75 MPa (1,124 psi)  | 7.9 MPa (1,150 psi)  |
| 推力 (真空中)     | 101.6 kN (22,800 lbf) | 106 kN (24,000 lbf)  |
| 推力 (海面高度)   | N/A                   | 65.6 kN (14,700 lbf) |
| 比推力 (真空中)   | 334秒 (3.28 km/秒)    | 352秒 (3.45 km/秒)   |
| 比推力 (海面高度) | N/A                   | 220秒 (2.2 km/秒)    |
| 燃焼時間          | 330秒                 | 260秒                |
| 全長              | 2,280 mm (90 in)      | 2,170 mm (85 in)     |
| 直径              | 1,024 mm (40.3 in)    | 1,024 mm (40.3 in)   |
| 乾燥重量          | 210 kg (460 lb)       | 168.5 kg (371 lb)    |
| 用途              | 8K73 計画             | コスモス-2           |